# Bataille de Gestilren
La bataille de Gestilren se déroule le 17 juillet 1210. Elle se solde par une victoire décisive du roi de Suède Erik Knutsson sur son prédécesseur Sverker le Jeune, qui laisse la vie sur le champ de bataille.

## Contexte
Du milieu du XIIe siècle au milieu du XIIIe siècle, l'histoire de la Suède est dominée par la rivalité entre deux dynasties : la maison de Sverker, issue de Sverker l'Ancien, et la maison d'Erik, issue de son successeur Erik le Saint. Sverker le Jeune, fils de Sverker l'Ancien, est chassé du pouvoir en 1207 ou 1208 et se réfugie au Danemark, tandis que la noblesse danoise élit Erik Knutsson, un petit-fils d'Erik le Saint, pour lui succéder. Sverker tente d'envahir la Suède pour reprendre le pouvoir avec l'aide de son beau-père Ebbe Sunesen, mais il est vaincu à Lena et retourne en exil.

## La bataille
Sverker lance une deuxième invasion en 1210. Ses troupes rencontrent celles d'Erik à Gestilren, dont la localisation reste incertaine : la paroisse de Varv, dans le Västergötland (commune de Tidaholm), a été proposée dès le XVIIIe siècle, tandis qu'une hypothèse plus récente situe le champ de bataille à Gästre, un lieu-dit de la paroisse de Frösthult, dans l'Uppland (commune d'Enköping).
Durant l'affrontement, Sverker est vaincu et tué, tandis que du côté d'Erik, le jarl Folke Birgersson trouve également la mort.

## Suites
Après sa victoire, Erik est sacré par l'archevêque d'Uppsala Valerius au mois de novembre.